# Heinrich XV. Reuß zu Greiz

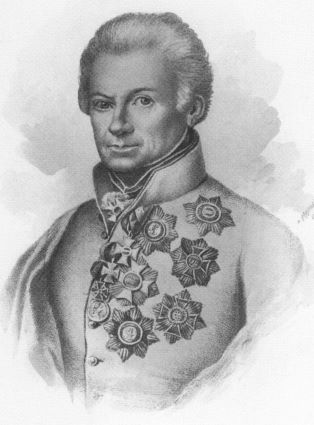
Fürst Heinrich XV. Reuß zu Greiz

Fürst Heinrich XV. Reuß zu Greiz (* 22. Februar 1751 in Greiz; † 30. August 1825 ebenda) war ein österreichischer Feldmarschall aus dem Haus Reuß.

## Leben
Heinrich XV. war ein jüngerer Sohn des Fürsten Heinrich XI. Reuß zu Greiz und dessen erster Gemahlin Gräfin Konradine Reuß zu Köstritz.
Prinz Heinrich XV. trug auch den Fürstentitel, obwohl sein älterer Bruder Heinrich XIII. regierender Fürst Reuß zu Greiz war. Dieser Umstand erklärt sich daraus, dass sein Vater bei der Erhebung in den Reichsfürstenstand mit der Ehre bedacht worden war, dass alle seine männlichen Nachkommen den Fürstentitel annehmen durften.
Heinrich trat in österreichische Dienste, wurde 1787 Generaladjutant von Kaiser Joseph II. und danach zusehends mit militärischen Aufgaben betraut. 
Der Fürst zeichnete sich 1793 in Flandern aus und wurde wegen seiner Verdienste im Ersten Koalitionskrieg am 29. Mai zum Generalmajor befördert. Er wurde zum Adjutanten des Feldmarschall Prinz von Sachsen-Coburg-Saalfeld ernannt und nahm  an der Belagerung der Festung Maubeuge teil. 
1796 übernahm der Fürst eine Brigade der österreichischen Armee am Oberrhein und wurde dem Korps unter Feldmarschalleutnant Davidovich zugeteilt, welches nach Italien abmarschierte um den Entsatzversuch des belagerten Mantua zu versuchen. 
Am 4. September 1796 wurden seine Truppen bei Rovereto von Massena angegriffen und zurückgeworfen, dabei ging Trient an die Franzosen verloren. Am 14. und  15. Januar 1797 nahm er unter Alvinzy an der Schlacht von Rivoli teil und wurde am 1. März 1797 zum Feldmarschallleutnant befördert. Nach der Niederlage in Italien führte er seine Division im März 1797 auf einer östlichen Route über Gradiska und Görz nach Laibach zurück. 
Im Jahre 1799 kämpfte FML Reuss unter Erzherzog Karl in Schwaben, seine Truppen kämpften am 25. März bei Stockach und am 27. Mai bei Winterthur. Am 4. Juni 1799 kämpfte er in der Schlacht bei Zürich, wo er im österreichischen Zentrum stehend, wiederholte Angriffe der Franzosen unter Oudinot zurückwies. Trotz folgender österreichischer Niederlagen im südlichen Deutschland, gelang es ihm 1800 den Feind aus Tirol fernzuhalten. Im Jahre 1801 ernannte ihn der Kaiser zum Oberstinhaber des Infanterie-Regiments Nr. 17. 
Im Feldzug von 1805 führte Fürst Reuss seine Division wieder nach Italien, unter Erzherzog Karl kämpften seine Truppen am 30. Oktober in der Schlacht von Caldiero. 
Im Feldzug von 1809 kommandierte er zunächst eine Division im Verband des 5. Korps unter dem Kommando von Erzherzog Ludwig. Nach der Teilnahme an den Kämpfen bei Landshut, dem Gefecht bei Neumarkt (24. April) und der Schlacht bei Ebelsberg (3. Mai) wurde er zum Feldzeugmeister befördert. 
Anfang Juli 1809 während der Schlacht bei Wagram war er bereits selbst Kommandeur des 5. Korps, das als Reserve nordöstlich Wien bei Bisamberg postiert wurde. Seine Truppen waren nicht direkt an der Schlacht beteiligt, trugen aber erheblich dazu bei, dass der österreichische Rückzug geordnet erfolgen konnte. Im Gefecht bei Schöngrabern und bei Znaim am 10. und 11. Juli 1809 war sein noch intaktes Korps der Hauptträger der Verteidigung gegen den Marschall Masséna. Erzherzog Karl zeichnete ihn dafür mit dem Ritterkreuz des Maria-Theresia-Ordens aus.
Gemeinsam mit Carl Philipp von Wrede war er 1813 an dem Vertrag von Ried beteiligt, der die Loslösung Bayerns aus dem Rheinbund besiegelte, weshalb er von Kaiser Franz I. mit dem Großkreuz des Leopold-Ordens ausgezeichnet wurde. 
Heinrich XV. wurde am 20. April 1814 erster Generalgouverneur von Venedig, nachdem dieses 1814 an Österreich gefallen war, und später Generalkommandeur in Galizien. Nachdem er sich 1824 in das Privatleben zurückgezogen hatte, wurde er von Kaiser Franz am 10. September 1824 noch zum Feldmarschall ernannt. Er starb ein Jahr später unverheiratet in Greiz.